# Apostolisk prefektur
Apostolisk prefektur är en organisatorisk struktur i Katolska kyrkan. Det används i missionsområden och bildas från mission sui iuris, kopplat till antal troende. En apostolisk prefektur kan i sin tur upphöjas till apostoliskt vikariat.
En apostolisk prefektur leds av en apostolisk prefekt som vanligtvis är en präst utan andra förordnanden, även om han samtidigt kan utses till titulärbiskop.
Apostoliska prefekturer ingår i Katolska kyrkans Latinska delkyrka. Före 1896 fanns det också inom orientaliska kyrkorna, men nomenklaturen avskaffades av påven Leo XIII.
Katolska kyrkan i Sverige företräddes från 1869 till 1931 av en apostolisk prefektur som genom toleransediktet upphöjdes till Apostoliska vikariatet i Sverige från 1783 till 1953 och sedan ombildades till Stockholms katolska stift.
Världen över har Katolska kyrkan totalt 39 apostoliska prefekturer (2010), varav de flesta (29, alla lediga) i Kina - ett land där Vatikanen på grund av kommunistisk diktatur inte har kunnat genomföra en officiell geografisk modernisering sedan 1949.